# Žužemberk
Žužemberk là một khu tự quản của Slovenia. Žužemberk có diện tích 164,3 km², dân số là 4579 người (năm 2002).

## Lịch sử
Người La Mã đã xây dựng một con đường xuyên qua khu vực. Žužemberk được đề cập lần đầu tiên trong các tài liệu năm 1246. Năm 1399, một khu chợ đã được xây dựng tại đây. Lâu đài được cho là có từ năm 1000 còn nhà nguyện dành riêng cho Thánh Ulrich được xây dựng vào năm 1046. Ngôi làng Žužemberk nằm ở một ngã tư, và hầu hết cư dân nơi đây là thợ thủ công hoặc nông dân.